# Huta Jeżewska
Huta Jeżewska – wieś w Polsce położona w województwie mazowieckim, w powiecie grójeckim, w gminie Pniewy.